# Швальм-Эдер (район)
Швальм-Эдер (нем. Schwalm-Eder-Kreis) — район в Германии. Центр района — город Хомберг. Район входит в землю Гессен. Подчинён административному округу Кассель. Занимает площадь 1538 км². Население — 183,3 тыс. чел. (2010). Плотность населения — 119 человек/км².
Официальный код района — 06 6 34.
Район подразделяется на 27 общин.

## Города и общины
1. Швальмштадт (18 646)
2. Фритцлар (14 449)
3. Хомберг (14 364)
4. Мельзунген (13 403)
5. Боркен (12 858)
6. Фельсберг (10 644)
7. Гуденсберг (9085)
8. Фрилендорф (7742)
9. Ваберн (7383)
10. Эдермюнде (7264)
11. Нойкирхен (7261)
12. Шпангенберг (6254)
13. Гуксхаген (5303)
14. Ниденштайн (5300)
15. Виллингсхаузен (5170)
16. Кнюльвальд (4636)
17. Мальсфельд (4084)
18. Бад-Цвестен (3998)
19. Моршен (3676)
20. Гильзерберг (3341)
21. Обераула (3236)
22. Шрексбах (3233)
23. Нойенталь (3169)
24. Кёрле (2876)
25. Йесберг (2528)
26. Оттрау (2306)
27. Шварценборн (1123)

(30 июня 2010)

## Достопримечательности
- Шпангенберг ― средневековый замок.